# Comuna Cezieni, Olt
Cezieni este o comună în județul Olt, Oltenia, România, formată din satele Bondrea, Cezieni (reședința) și Corlătești.

## Stemă

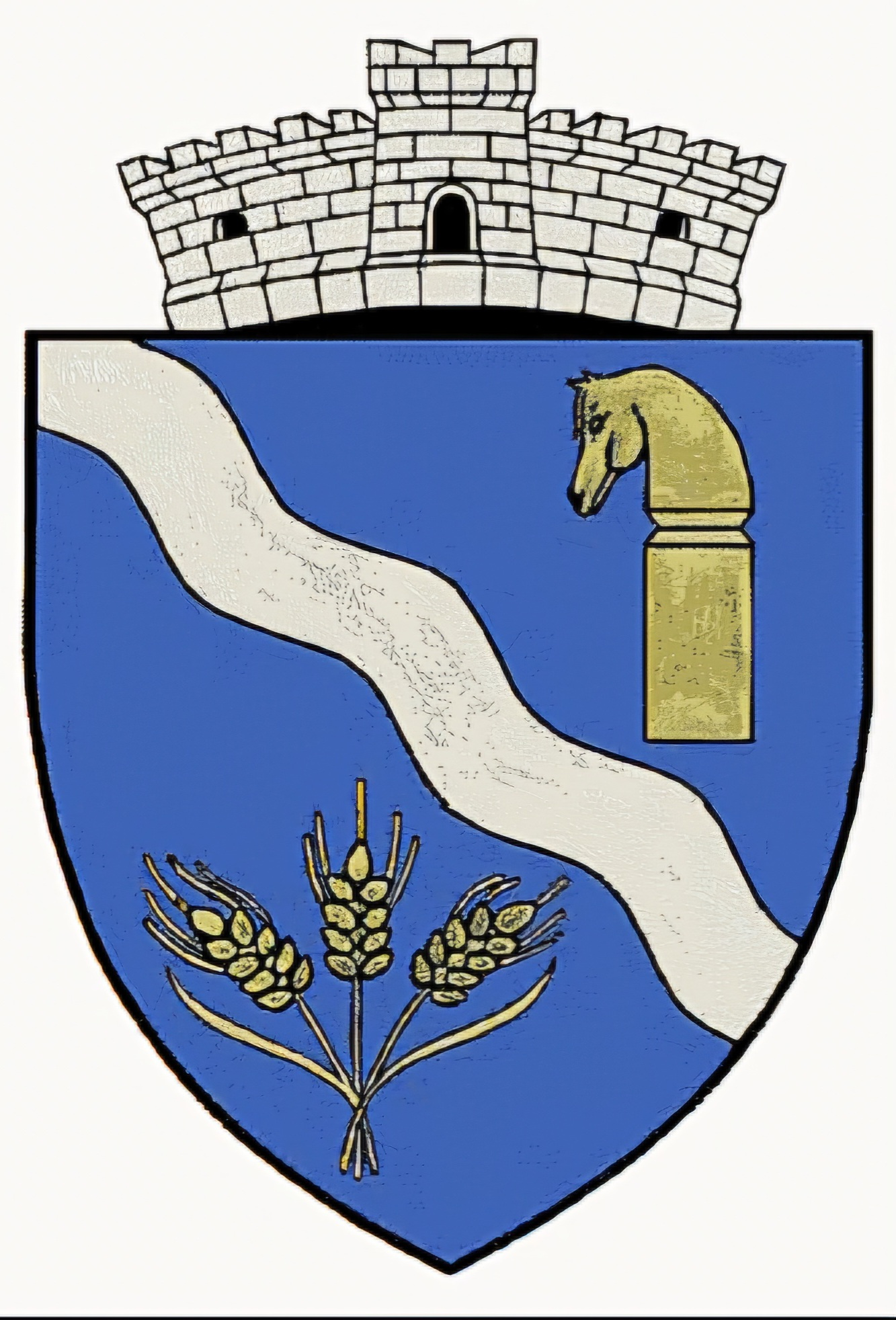
Stema Comunei Cezieni

Stema comunei Cezieni a fost adoptată prin Hotărârea de Guvern nr. 74/2010 și publicată în Monitorul Oficial, Partea I nr. 86 din 9 februarie 2010.

### • Descrierea stemei:
Stema comunei Cezieni, potrivit anexei nr. 1.1, se compune dintr-un scut triunghiular cu marginile rotunjite, având câmpul albastru, cu o fascie undată de argint, în diagonală.
În partea superioară, în stânga, se află un pal de aur terminat în partea de sus cu un cap de cal.
În vârful scutului, în dreapta, se află trei spice de grâu, de aur, așezate două în săritoare și cel de pe mijloc în pal.
Scutul este trimbrat de o coroană murală de argint cu un turn crenelat.

### • Semnificațiile elementelor însumate:
- Fascia undată reprezintă râul Teslui.
- Palul terminat cu cap de cal evocă Călușul, dans tradițional în zonă.
- Spicele de grâu semnifică ocupația de bază a locuitorilor, agricultura, iar numărul lor reprezintă numărul satelor componente ale comunei.
- Coroana murală cu un turn crenelat semnifică faptul că localitatea are rangul de comună.

## Demografie
Componența etnică a comunei Cezieni
     Români (96,74%)
     Alte etnii (3,26%)
Componența confesională a comunei Cezieni
     Ortodocși (96,22%)
     Alte religii (0,39%)
     Necunoscută (3,39%)
Conform recensământului efectuat în 2021, populația comunei Cezieni se ridică la 1.533 de locuitori, în scădere față de recensământul anterior din 2011, când fuseseră înregistrați 1.830 de locuitori. Majoritatea locuitorilor sunt români (96,74%). Din punct de vedere confesional, majoritatea locuitorilor sunt ortodocși (96,22%), iar pentru 3,39% nu se cunoaște apartenența confesională.

## Politică și administrație
Comuna Cezieni este administrată de un primar și un consiliu local compus din 9 consilieri. Primarul, Dănuț Gușatu[*], de la Partidul Social Democrat, este în funcție din 2000. Începând cu alegerile locale din 2024, consiliul local are următoarea componență pe partide politice:
|  | Partid                    | Consilieri | Componența Consiliului | Componența Consiliului | Componența Consiliului | Componența Consiliului | Componența Consiliului |
|  | ------------------------- | ---------- | ---------------------- | ---------------------- | ---------------------- | ---------------------- | ---------------------- |
|  | Partidul Social Democrat  | 5          |                        |                        |                        |                        |                        |
|  | Partidul Național Liberal | 4          |                        |                        |                        |                        |                        |